# Günter Lohse
Günter Lohse (* 9. Juli 1934 in Delitzsch; † 9. Februar 2009 in Leipzig) war ein deutscher Opernregisseur.

## Leben und Wirken
Günter Lohse studierte von 1953 bis 1957 an der Universität Leipzig Germanistik und Philosophie, unter anderem bei Hans Mayer und Ernst Bloch. Nach einer Dramaturgentätigkeit in Nordhausen folgte 1959/60 eine Regieassistenz bei Joachim Herz in Leipzig. Seine erste eigene Regiearbeit war hier Ero der Schelm von Jakov Gotovac, sein Regie-Debüt 1962 Potsdam Die Zaubergeige.
1964–1968 war er Spielleiter, 1968–1975 Oberspielleiter und von 1976 bis 1991 Chefregisseur an der Oper Leipzig. In diese Zeit fallen die Inszenierungen wesentlicher Repertoirestücke von Oper und Operette. Seine Inszenierung des Zigeunerbaron war in der Spielzeit 2012/2013 noch im Repertoire. Aber auch Ur- und Erstaufführungen fanden unter seiner Regie statt, so zum Beispiel von Fritz Geißler 1971 Der zerbrochene Krug und 1975 Der Schatten (Text Günter Lohse), von Karl Ottomar Treibmann 1988 Der Idiot, die DDR-Erstaufführung von Udo Zimmermanns Die wundersame Schustersfrau aber auch die DDR-Erstaufführung von My Fair Lady.

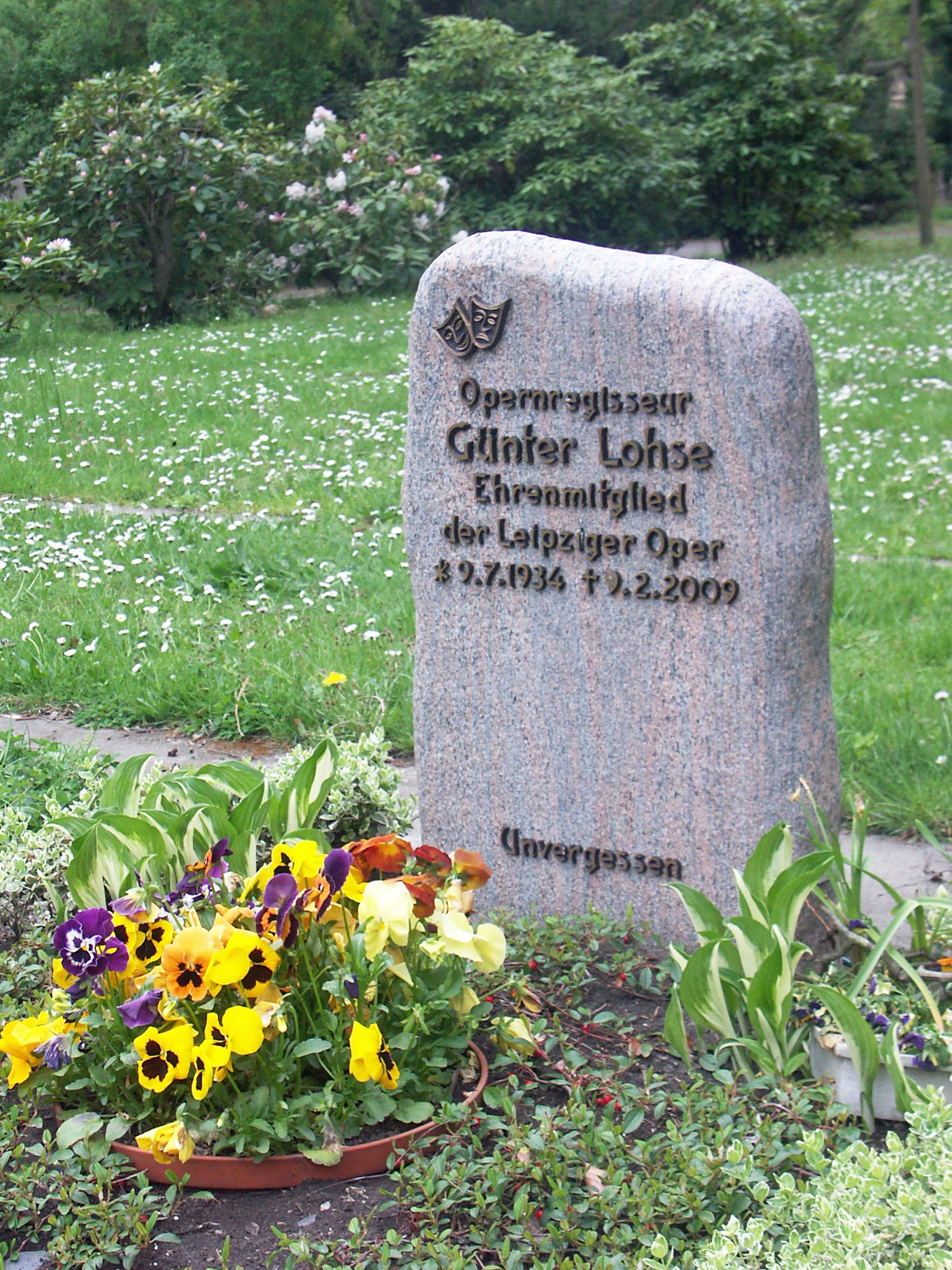
Sein Grab auf dem Südfriedhof Leipzig

Regie-Gastverpflichtungen führten ihn unter anderem nach Warschau, Bratislava, Sofia, St. Gallen, Klagenfurt (achtmal 1970–1981), Heidelberg (1991), Athen (1995) und  Ljubljana (2001).
Wichtige Arbeiten der letzten Regiejahre in Leipzig waren u. a. Werther von Jules Massenet, Hans Werner Henzes Elegie für junge Liebende, Wachsfigurenkabinett von Karl Amadeus Hartmann und die Kinderoper Hilfe, Hilfe, die Globolinks!. Mit der Inszenierung der Leo-Fall-Operette Madame Pompadour verabschiedete er sich 1999 aus seinem Engagement an der Oper Leipzig.
Ab 1994 war Lohse Lehrbeauftragter für Dramatischen Unterricht an der Hochschule für Musik und Theater „Felix Mendelssohn Bartholdy“ Leipzig. 1999 ernannte ihn die Oper Leipzig zu ihrem Ehrenmitglied. Er war auch Ehrenmitglied des Fördervereins der Musikalischen Komödie Leipzig.
2001 erschien sein Buch Ich bin keine Bodentür mit Anekdoten aus der Musiktheaterwelt.
Günter Lohse starb 2009 im Alter von 74 Jahren. Sein Grab befindet sich auf dem Leipziger Südfriedhof in der Abteilung II.